# María Eugenia Vaz Ferreira
Pour les articles homonymes, voir Ferreira.
María Eugenia Vaz Ferreira (née à Montevideo le 13 juillet 1875, morte à Montevideo le 20 mai 1924) est une femme de lettres uruguayenne, sœur du philosophe Carlos Vaz Ferreira (1872–1958).
Son œuvre écrite contient des éléments de la passion, la mort, l'espérance et l'amour et les mystères de l'existence.

## Œuvres
- La isla de los cánticos, 1925.
- La otra isla de los cánticos, Impresora Uruguaya, Montevideo, 1959.